# Allopachria jilanzhui
Allopachria jilanzhui är en skalbaggsart som beskrevs av Wewalka 2000. Allopachria jilanzhui ingår i släktet Allopachria och familjen dykare. Inga underarter finns listade i Catalogue of Life.